# Não Fique Assim
Não Fique Assim é um álbum do Gerson Cardozo, lançado em 1996 pela Line Records.

## Faixas
1. Primeiro Amor (Knife)
2. Adoração
3. Pra você
4. Última Lágrima
5. O Rei Está Voltando
6. A Ti Senhor
7. Espírito de Deus
8. Não Fique Assim
9. Vem Senhor
10. Pra Sempre Te Amarei
11. Tome A Decisão
12. Em Ti Confio
13. Oração do Bispo Gerson Cardozo